# Sint-Lambertuskerk (Sippenaeken)

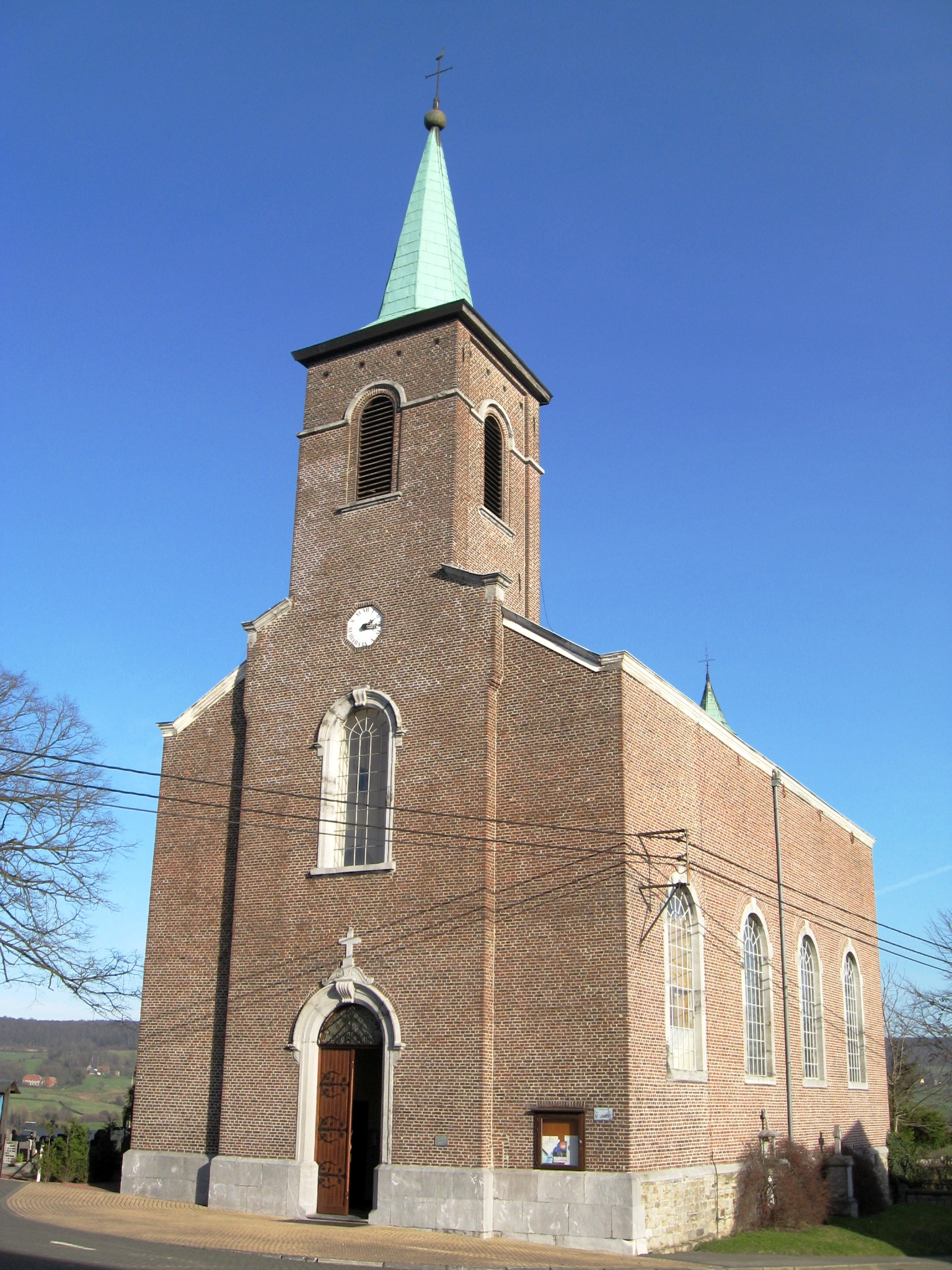
Sint-Lambertuskerk

De Sint-Lambertuskerk (Église Saint-Lambert) is de parochiekerk van Sippenaeken, gelegen aan Place Saint-Lambert.
De bakstenen kerk werd in 1840-1841 gebouwd in neoclassicistische stijl. De vensters en portalen hebben kalkstenen omlijstingen. De ingebouwde toren heeft een achtkante naaldspits.
De kerk is gebouwd op een helling boven het dal van de Geul.